# Li Tie
Li Tie (Li Tie) (egyszerűsített kínai: 李铁, hagyományos kínai: 李鐵, pinjin, hangsúlyjelekkel: Lǐ Tiě; Senjang, 1977. május 18. – ) kínai válogatott labdarúgó és edző.

## Pályafutása

### Klubcsapatokban
1998 és 2003 között a Liaoning FC csapatában játszott, de a 2002–03-as szezonban kölcsönadták az angol Evertonnak. 2003 és 2006 között is az Everton játékosa volt, de a folyamatos sérülések miatt csak 5 mérkőzésen kapott lehetőséget. 2006 és 2008 között a Sheffield Unitedben szerepelt, de mindössze csak egyetlen ligakupa mérkőzésen lépett pályára. 2008-ban hazatért Kínába a Csengtu Blades csapatához. 2009 és 2011 között a Liaoningot erősítette.  

### A válogatottban
1995 és 2007 között 92 alkalommal játszott a kínai válogatottban és 6 gólt szerzett. Részt vett a 2000-es és a 2007-es Ázsia-kupán, illetve a 2002-es világbajnokságon, ahol a Costa Rica, a Brazília és a Törökország elleni csoportmérkőzésen kezdőként lépett pályára.

### Edzőként
2012 és 2015 között a Kvangcsou Evergrande csapatánál dolgozott, ahol Marcello Lippi munkáját segítette. 2014-ben a kínai válogatottnál a francia Alain Perrin segítője volt. He resigned from his position as assistant coach on 26 June 2015 after about three seasons with Guangzhou.  2015 és 2016 között a Hopej China Fortune vezetőedzője volt. 2016 és 2017 között ismét a kínai válogatottnál volt segítő. 2017-től 2019-ig a Vuhan Zall együttesét irányította. 2019-ben kinevezték a válogatott szövetségi kapitányának. 2021. december 3-án korábbi válogatottbeli csapattársa Li Hsziao-peng váltotta a kapitányi poszton.

## Korrupciós botrány
2022. november 26-án vizsgálat indult ellene "súlyos törvénysértések" gyanújával a Kínai Kommunista Párt Központi Fegyelmi Ellenőrző Bizottsága (CCDI), a párt belső fegyelmi szerve, valamint a Nemzeti Felügyeleti Bizottság, Kína legfelsőbb korrupcióellenes ügynöksége által.
2024. február 23-án Li bíróság elé került, miután beismerte, hogy szövetségi kapitányként kenőpénzeket fogadott el és adott, valamint részt vett mérkőzések manipulálásában a Hopej China Fortune és a Vuhan Zall vezetőedzőjeként.
2024. december 13-án arról számoltak be, hogy Li-t a fentebb említett bűncselekmények elkövetése miatt bűnösnek találták, és 20 év börtönbüntetésre ítélték.

## Játékos statisztikái

### Klubcsapatokban
| Klub             | Szezon           | Bajnokság            | Bajnokság | Bajnokság | Kupa  | Kupa  | Ligakupa | Ligakupa | Nemzetközi | Nemzetközi | Összes | Összes |
| Klub             | Szezon           | Liga                 | Mérk.     | Gólok     | Mérk. | Gólok | Mérk.    | Gólok    | Mérk.      | Gólok      | Mérk.  | Gólok  |
| ---------------- | ---------------- | -------------------- | --------- | --------- | ----- | ----- | -------- | -------- | ---------- | ---------- | ------ | ------ |
| Liaoning         | 1999             | Chinese Jia-A League | 24        | 0         |       |       | –        | –        | –          | –          | 24     | 0      |
| Liaoning         | 2000             | Chinese Jia-A League | 25        | 0         |       |       | –        | –        | –          | –          | 25     | 0      |
| Liaoning         | 2001             | Chinese Jia-A League | 26        | 0         | 0     | 0     | –        | –        | –          | –          | 26     | 0      |
| Liaoning         | 2002             | Chinese Jia-A League | 7         | 0         | 0     | 0     | –        | –        | –          | –          | 7      | 0      |
| Liaoning         | Összesen         | Összesen             | 82        | 2         | 0     | 0     | 0        | 0        | 0          | 0          | 82     | 0      |
| Everton          | 2002–03          | Premier League       | 29        | 0         | 1     | 0     | 3        | 0        | 0          | 0          | 33     | 0      |
| Everton          | 2003–04          | Premier League       | 5         | 0         | 0     | 0     | 2        | 0        | 0          | 0          | 7      | 0      |
| Everton          | 2004–05          | Premier League       | 0         | 0         | 0     | 0     | 0        | 0        | 0          | 0          | 0      | 0      |
| Everton          | 2005–06          | Premier League       | 0         | 0         | 0     | 0     | 0        | 0        | 0          | 0          | 0      | 0      |
| Everton          | Összesen         | Összesen             | 34        | 0         | 1     | 0     | 5        | 0        | 0          | 0          | 40     | 0      |
| Sheffield United | 2006–07          | Premier League       | 0         | 0         | 0     | 0     | 1        | 0        | –          | –          | 1      | 0      |
| Sheffield United | 2007–08          | English Championship | 0         | 0         | 0     | 0     | 0        | 0        | –          | –          | 0      | 0      |
| Sheffield United | Összesen         | Összesen             | 0         | 0         | 0     | 0     | 1        | 0        | 0          | 0          | 1      | 0      |
| Csengtu Blades   | 2008             | Kínai Szuperliga     | 24        | 1         | –     | –     | –        | –        | –          | –          | 24     | 1      |
| Liaoning Whowin  | 2009             | Kínai másodosztály   | 22        | 1         | –     | –     | –        | –        | –          | –          | 22     | 1      |
| Liaoning Whowin  | 2010             | Kínai Szuperliga     | 24        | 0         | –     | –     | –        | –        | –          | –          | 24     | 0      |
| Liaoning Whowin  | 2011             | Kínai Szuperliga     | 0         | 0         | 0     | 0     | –        | –        | –          | –          | 0      | 0      |
| Liaoning Whowin  | Összesen         | Összesen             | 46        | 1         | 0     | 0     | 0        | 0        | 0          | 0          | 46     | 1      |
| Karrier összesen | Karrier összesen | Karrier összesen     | 186       | 2         | 1     | 0     | 6        | 0        | 0          | 0          | 193    | 2      |

Jegyzetek
1. ↑  Magában foglalja a Kínai Kupában és az Angol Kupában való pályára lépéseit.
2. ↑  Magában foglalja a Kínai Ligakupában és az Angol Ligakupában való pályára lépéseit.

### A válogatottban
| Kína     | Kína  | Kína  |
| Év       | Mérk. | Gólok |
| -------- | ----- | ----- |
| 1997     | 23    | 2     |
| 1998     | 12    | 0     |
| 2000     | 16    | 3     |
| 2001     | 21    | 1     |
| 2002     | 8     | 0     |
| 2003     | 1     | 0     |
| 2005     | 2     | 0     |
| 2006     | 6     | 0     |
| 2007     | 3     | 0     |
| Összesen | 92    | 6     |

#### Góljai a kínai válogatottban
megjegyzés Az eredmények a kínai válogatott szemszögéből értendők.
| #  | Dátum             | Ellenfél                  | Eredmény | Kiírás                       | Esemény |
| -- | ----------------- | ------------------------- | -------- | ---------------------------- | ------- |
| 1. | 1997. január 29.  | Amerikai Egyesült Államok | 2 – 1    | Barátságos mérkőzés          | 30'     |
| 2. | 1997. április 20. | Mianmar                   | 5 – 0    | Barátságos mérkőzés          | Gól     |
| 3. | 2000. január 14.  | Új-Zéland                 | 1 – 0    | 2000 Four Nations Tournament | 52'     |
| 4. | 2000. január 23.  | Fülöp-szigetek            | 8 – 0    | 2000-es Ázsia-kupa-selejtező | 80'     |
| 5. | 2000. január 26.  | Guam                      | 19 – 0   | 2000-es Ázsia-kupa-selejtező | 75'     |
| 6. | 2001. február 14. | Thaiföld                  | 5 – 1    | 2001 King's Cup              | 90'     |

## Sikerei, díjai

### Játékosként

#### Klubcsapatokban
Liaoning Whowin
- Kínai másodosztály bajnok: 2009[23]
- Kínai szuperkupa-győztes: 1999

#### Egyéni
- Chinese Jia-A League Az év csapata: 1999, 2001

### Edzőként

#### Klubcsapatokban
Vuhan Zall
- Kínai másodosztály bajnok: 2018

#### Egyéni
- Kínai másodosztály Az év edzője: 2018[24]

## Fordítás
- Ez a szócikk részben vagy egészben  a   Li Tie című angol Wikipédia-szócikk ezen változatának fordításán alapul.  Az eredeti cikk szerkesztőit annak laptörténete sorolja fel. Ez a jelzés csupán a megfogalmazás eredetét és a szerzői jogokat jelzi, nem szolgál a cikkben szereplő információk forrásmegjelöléseként.